# Naj Tunich
La scoperta delle grotte di Naj Tunich a Poptún, in Guatemala a sud del bacino di Petén, nel 1979 ha avviato l'interesse per l'archeologia nelle grotte tra gli antichi Maya; questo è il principale sito rupestre delle popolazioni Maya, che vanta la più vasta architettura all'interno di grotte e con tombe in muratura per l'élite di quella società, segnalate con iscrizioni rupestri e pitture.

## Descrizione
La lunga ed accurata indagine del sito, durata per tutti gli anni '80 del '900 ed il tentativo di comprenderne la sua ovvia importanza è stato il catalizzatore che ha portato alla formazione della specializzazione nel campo degli studi sulle grotte utilizzate variamente in epoca maya: Naj Tunich contiene decine di testi di scrittura maya e disegni, così come alcune impronte di mani e circa una decina di petroglifi incisi.
Questa grotta è talmente ricca di opere d'arte, manufatti, tombe ed architettura monumentale, tanto da rivoluzionare letteralmente la nostra immagine delle caverne quali elementi della vita sociale e della religione Maya, in particolare tra le classi di più elevato status. Il sito possiede caratteristiche uniche e contiene prove sui Sacrifici di bambini nelle culture precolombiane, rituali di masturbazione - prelievi di sangue cultuali - e rapporti con altre attività sacre le quali potrebbero anche essere state accompagnate da stati alterati di coscienza indotte da sostanze alcoliche o allucinogene.
Alcuni membri della famiglia reale e dei governanti Maya potrebbero essere inclusi tra quelli sepolti a Naj Tunich, luogo sacro sin dal periodo preclassico Maya intorno al 100 a.C.; la grotta ha continuato poi ad essere usata fino alla tarda epoca classica della cronologia mesoamericana (550-900 d.C.), anche se il suo massimo uso si è verificato tra il 250 e il 550.

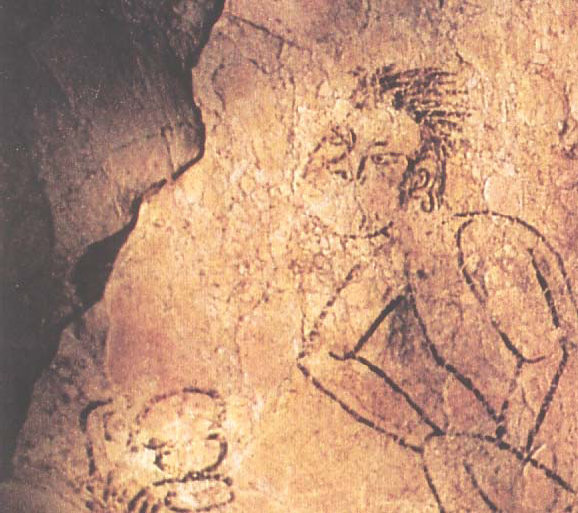
Immagine di "salasso genitale rituale" di un uomo.

"Naj Tunich" è il termine delle antiche lingue maya indicanti la "grotta", col significato letterale di "casa di pietra", in quanto le grotte sono state concepite come luoghi in cui avevano la loro dimora le divinità; si è concordi tra la locale popolazione Quiché nel considerare Naj Tunich come la cava più grande di tutta la serie, abitazione del dio maya del mais oppure l'ingresso di Xibalba (l'oltretomba).
Durante l'epoca preclassica e classica tarda Naj Tunich era un importante centro di pellegrinaggio, almeno su scala regionale, il cui studio ha prodotto nel corso degli anni molte sorprese. Inizialmente la maggior parte del corpus di iscrizioni e dipinti sono state rinvenute in profondità all'interno del lungo sistema di tunnel il quale ha ricevuto la massima attenzione da parte degli esperti; durante lo svolgimento dell'indagine archeologica della grotta Andrea J. Stone e James Brady hanno intrapreso il compito di registrare ogni immagine.
Nel 1988 il geologo George Veni ha trovato un passaggio fino ad allora del tutto sconosciuto che ha notevolmente aumentato le dimensioni della già assai ricca e fitta rete di cunicoli, rinvenendo inoltre tutta una serie di nuovi importanti dipinti; durante la loro registrazione nel 1999 J. Brady e Gene Ware con un sistema di screening multispettrale hanno scoperto diversi casi del tutto inaspettati di incisioni rupestri a tematica anche omosessuale, vi è pertanto il motivo di supporre che la storia dei dipinti possa essere molto più complessa di quanto si fosse pensato fino ad allora.

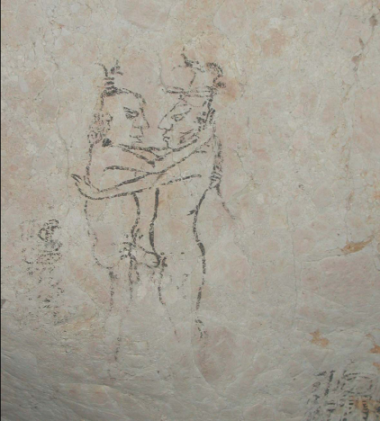
Una delle immagini (il "disegno 18") di omoerotismo, probabilmente frottage, presenti all'interno del sistema di grotte.